# Середньо-Карпатська улоговина
Сере́дньо-Карпа́тська улого́вина — низькогір'я між двома високими частинами Українських Карпат — зовнішньою (масиви Вододільний хребет, Ґорґани, Покутсько-Буковинські Карпати) і внутнішньою (масиви Полонинський Бескид, Свидовець, Чорногора, Гриняви, Яловичори). 
Простягається вузькою смугою від українсько-словацького кордону на південний схід до українсько-румунського кордону. Складається з кількох частин, серед яких: Воловецько-Міжгірська верховина, Ясінська улоговина, Верховинсько-Путильське низькогір'я. 